# Carthamus lanatus
Phonus lanatus és una espècie de planta amb flors del gènere Phonus dins la família de les asteràcies (Asteraceae). És una planta nativa de la Macaronèsia, Europa del sud i central, Àsia centrla i occidental i el nord d'Àfrica.
S'ha estés per tot el món com a mala herba, fonamentalment en regions temperades d'Europa, d'Amèrica i d'Austràlia (legislada la seva restricció ja des de 1887 en tots els seus districtes cerealístics). És una espècie ben coneguda per antics botànics com Teofrast, Plini el Vell, i Dioscòrides Pedaci, aquest últim l'esmenta com a antídot per picades d'escorpí.

## Morfologia
És una planta anual, de 10 a 60 cm d'alçada (i fins al doble en sòls sub-nitròfils), amb tiges erectes, molt ramificades - sobretot en les seves parts mitjana i superior, i coberts d'un abundant toment llanut blanc (d'aquí el seu nom específic en llatí, lanatus), en particular durant la pre-antesi. Fulles ovals-lanceolades, glanduloso-viscoses, amb lòbuls molt profunds, i acabades en espina. Flors grogues brillants, en capítols d'uns 3cm de diàmetre, agrupats en corimbe o bé solitaris. Bràctees exteriors molt semblants a les fulles superiors, però més curtes i menys espinoses, les internes lanceolades, escarioses, més o menys denticulades i amb puntes fosques. El receptacle és de forma cònica aguda, amb cerres amb forma de cinta blanquinoses. Els fruits perifèrics són aquenis poligonals, curts, cònic-ovalats, de color marró, els centrals són cípseles similars en forma i color, però amb un vil·là de cerres / escates denticulades, una mica més llargues que l'aqueni. Els dos tipus tenen l'àpex amb una corona ondulada / denticulada, amb uns pèls curts al centre. La seva llavor és viable durant més de vuit anys a la intempèrie La subespècie creticus (= baeticus) té idèntiques característiques, però és arbustiva i podria arribar als 5 m.
En la identificació com plàntula, per al seu control agronòmic: té cotilèdons verds molt foscos, orbiculars a ovals, crassos, amb làmina de 8-14 mm per 8-11 mm, una nervadura central visible; pecíol curt i dilatat a la base.
El nombre de cromosomes és de 2n=44 (igual que la subespècie creticus / baeticus).

## Taxonomia
Aquesta espècie va ser publicada per primer cop l'any 1753 sota el nom de Carthamus lanatus al segon volum de l'obra Species Plantarum, del botànic suec Carl von Linné (1707-1778). Posteriorment, l'any 1768, el botànic anglès John Hill (1716-1775) la va moure al gènere Phonus adquirint el nom de Phonus lanatus, i ho va publicar a la primera edició de la sèrie de catàlegs de plantes Hortus Kewensis.

### Sinònims
Els següents noms científics són sinònims de Phonus lanatus:
- Sinònims homotípics

- Atractylis lanata (L.) Scop.
- Carduncellus lanatus (L.) Moris
- Carthamus lanatus L.
- Centaurea lanata (L.) Lam. & DC.
- Heracantha lanata (L.) Hoffmanns. & Link
- Kentrophyllum lanatum (L.) DC. & Duby
- Onobroma lanata (L.) Hornem.

- Sinònims heterotípics

- Centaurea carthamoides Chevall.